# 春山作樹

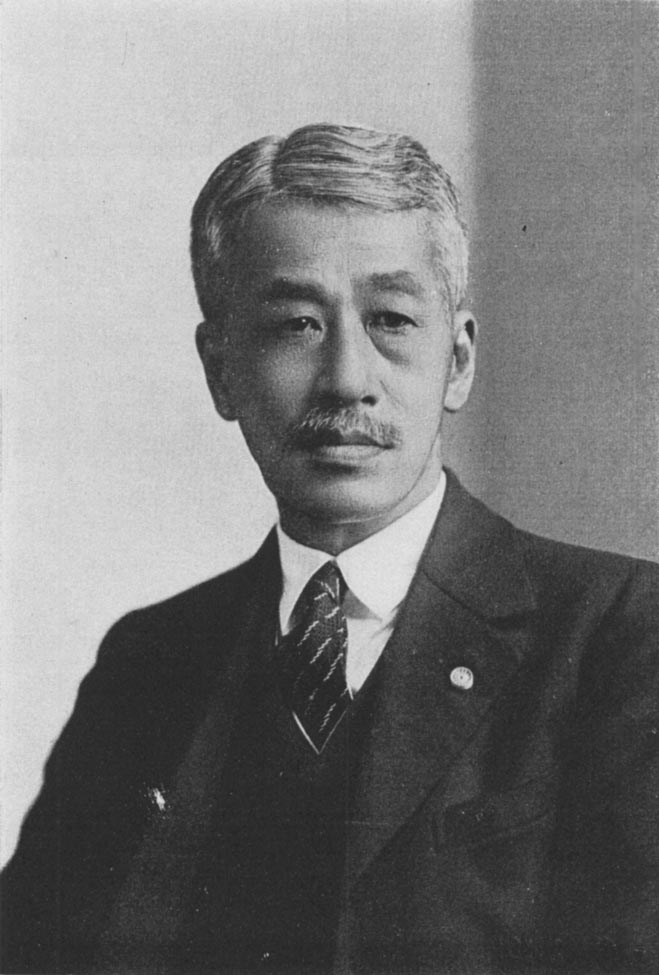
春山作樹

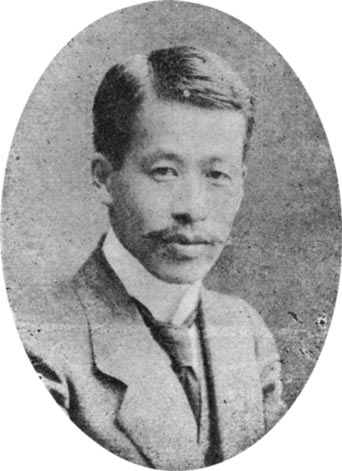
春山作樹

春山 作樹（はるやま さくき、1876年（明治9年）8月13日 - 1935年（昭和10年）12月29日）は、日本の教育学者。東京帝国大学教授。文学博士。

## 経歴
旧姫路藩士春山弟彦の子として大阪に生まれる。1900年（明治33年）、東京帝国大学文科大学哲学科を卒業し、大学院に学んだ。1904年（明治37年）、広島高等師範学校教授に就任。1912年（明治45年）から1915年（大正4年）まで欧米に留学した。1919年（大正8年）、東京帝国大学文学部教授に就任し、翌年に文学博士号を受けた。
その他、第一高等学校講師、東京外国語学校講師を務めた。

## 著書
- 『教育学概論』（帝国学校衛生会、1924年）
- 『芸術教育論』（教育研究会、1931年）
- 『現代人の修養と教育』（東洋図書、1934年）
- 『教育学講義』（東洋図書、1934年）
- 『婦人世間道場』（大日本図書、1936年）

## 論文
- 「不整合なる我教育界」『教育』第1巻 1号、1933年